# Divina Christina
Divina Christina é uma série documental com quatro episódios sobre a trajetória de vida e carreira da apresentadora de televisão e jornalista brasileira Christina Rocha.
Produzido pelo SBT, a série tem direção geral de Rafael Bello, supervisão de roteiro de Eli Ramos, roteiro de Margareth Boury, Melissa Ribeiro e Tom Anaya. Estreou em 17 de outubro de 2024 pela plataforma de streaming  +SBT.

## Sinopse
Com uma personalidade forte e resiliente, Christina é mãe de Victor e Isabella e uma profissional talentosa que liderou o programa ‘Casos de Família’, que foi vice-líder de audiência no país por treze anos. No entanto, como toda geminiana, ela também revela um lado mais vulnerável, onde evita a fragilidade para sempre se manter combativa com aqueles que ama.

## Elenco
- Christina Rocha